# Масленніков Євген Євсейович
Євген Євсейович Масленніков (нар. 21 червня 1937) — радянський український футболіст, півзахисник та нападник.

## Життєпис
Свою кар’єру розпочав у 1958 році у рівненському «Колгоспнику», де провів 5 матчів та відзначився 1 голом. 20 квітня 1958 року, 60 років тому, рівненський «Колгоспник» провів свій перший офіційний матч у першості команд майстрів класу «Б» чемпіонату СРСР. Суперником були гравці команди ЛТІ (Ленінградський технологічний інститут). Матч завершився з рахунком 0:0. у 1959 році захищав кольори аматорського колективу «Шахтаря» (Коростишів). У 1960 році в місті Чернігів створено «Авангард» й прийнятий на роботу в клуб, де провів 29 матчів, відзначився 5-ма голами й став капітаном клубу. З 1961 по 1962 рік виступав за житомирське «Полісся», де провів 60 матчів та відзначився 9-ма голами. 11 червня та 12 червня 1961 року грав проти хмельницького «Динамо» в Кубку Радянського Союзу. З 1963 по 1964 рік виступав за франківський «Спартак», де зіграв 59 матчів та відзначився 9-ма голами.